# Diana Bolocco
Diana Catalina Bolocco Fonck (Santiago, 30 de julio de 1977) es una periodista y presentadora de televisión chilena.
Es hermana de Cecilia Bolocco, quien la introdujo a la televisión y los espectáculos. Entre 2006 y 2018 formó parte de Canal 13, donde llegó a ser una de sus principales presentadoras, en programas como Alfombra roja, Vértigo y MasterChef Chile. En 2019 se integró a Mega para asumir la conducción del matinal Mucho gusto y del reality Resistiré.

## Biografía

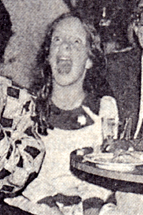
Bolocco en 1987.

Es hija de Enzo Bolocco Cintolesi, hombre de negocios, y de Rose Marie Fonck Assler. Sus hermanos son: Juan Pablo, Rodrigo (f. 1986), Cecilia y Verónica. Estudió en el Santiago College.
Su primera aparición televisiva fue a la edad de 10 años, cuando fue entrevistada por Don Francisco en uno de sus programas, donde demostró tener bastante desplante frente a las cámaras. También apareció en un spot publicitario de la marca de cosméticos Princeton, estrenado en 1992, en el que su hermana Cecilia le enseñaba a maquillarse.
El 26 de noviembre de 1999 se casó con Gonzalo Cisternas, con quien tuvo dos hijos, Pedro y Diego. La pareja se separó en 2006, y se divorciaron de común acuerdo a fines de 2008. Luego entabló una relación con el periodista y presentador Cristián Sánchez, con quien tuvo su tercer hijo, Facundo, en abril de 2012. La pareja contrajo matrimonio el 26 de octubre de 2013. Bolocco tuvo a su cuarta hija, llamada Gracia, en 2015.

## Carrera mediática
Luego de estudiar periodismo en la Pontificia Universidad Católica de Chile, en 2001 fue parte del sitio web de su hermana Cecilia, Isomos.com, el cual fue cerrado un año y medio más tarde por falta de recursos económicos. También trabajó en la producción del programa La noche de Cecilia, emitido por Mega.

Tras su separación de su primer esposo, decidió dedicarse por completo a la televisión. Fue así como debutó en pantalla con el programa Locos por el baile (2006) de Canal 13, donde se desempeñó como reportera tras bambalinas, y coanimadora de Sergio Lagos. Luego, se integró a la conducción del programa misceláneo Alfombra roja, junto a Jaime Coloma y Cristián Sánchez, con quien inició su primera relación sentimental luego de su separación.

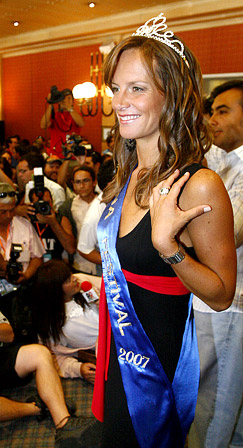
Bolocco como Reina del Festival de Viña del Mar 2007.

Fue nombrada «Reina» del XLVIII Festival Internacional de la Canción de Viña del Mar en febrero de 2007. 
El 15 de octubre del mismo año se estrenó la segunda temporada del programa Locos por el baile, donde Diana no solo estuvo transmitiendo desde los camarines, sino también fue la coanimadora de Sergio Lagos.

En enero de 2008 condujo, junto a Cristián Sánchez, el matinal Juntos, el show de la mañana, debido a las vacaciones de sus animadores oficiales. Ese mismo año también animó un programa de formato docu-reality llamado Nadie está libre, junto a Sánchez y el actor chileno Héctor Noguera. A fines de 2008 Sánchez se retiró de Canal 13, por lo que la nueva temporada de Alfombra roja fue conducida por Bolocco junto a Eduardo Fuentes. En radio, condujo un programa llamado Quién manda a quién, junto a Sánchez.

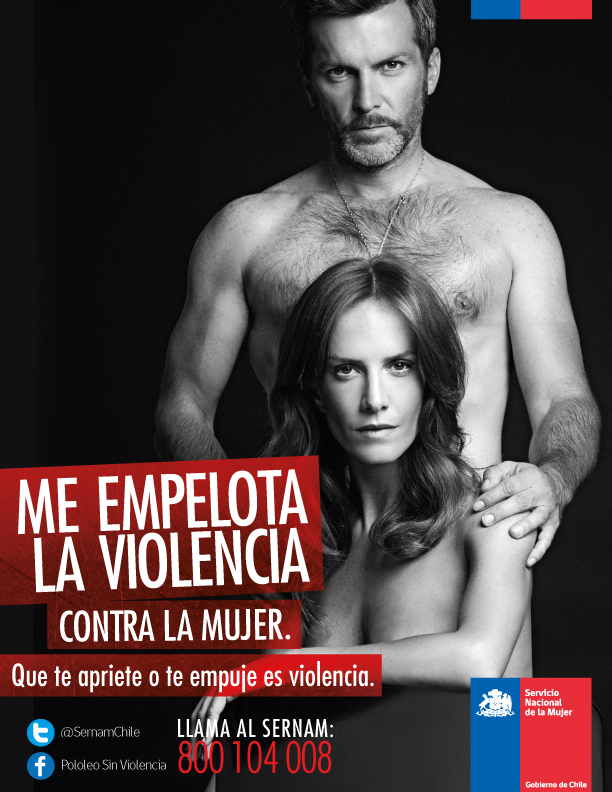
En 2013 protagonizó una campaña gubernamental contra la violencia hacia la mujer junto a su cónyuge, Cristián Sánchez.

Entre 2009 y 2010 fue la presentadora de Cásate conmigo (antes animado por Soledad Onetto), Nadie está libre, Chile, país de talentos y Valientes. En 2011 dejó la conducción de Alfombra roja, y condujo el reality 40 ó 20 y Quién quiere ser millonario: alta tensión. Desde 2012 hasta 2018, condujo junto a Martín Cárcamo el programa Vértigo. En 2014 condujo el estelar La movida del Mundial y la versión chilena de MasterChef, y en 2015 comenzó a conducir Atrapa los millones.
El 22 de diciembre de 2018 se anunció oficialmente su renuncia a Canal 13, cuyo contrato terminaba en diciembre de 2019. En enero de 2019 se integró a Mega, para en marzo asumir la presentación del reality Resistiré –también transmitido por Azteca 7, MTV Latinoamérica y MTV España– y más tarde la del matinal Mucho gusto.
En agosto de 2022, Diana dejó oficialmente la conducción del matinal Mucho gusto. Pese a que se esperaban más proyectos en el área de entretención del canal para ella, en diciembre del mismo año se anunció su salida de Mega después de cuatro años en la casa televisiva.
En enero de 2023, se anuncia su integración a Chilevisión; su primer proyecto fue el programa de talentos The Voice Chile uniéndose al conductor Julián Elfenbein. Además fue confirmada como conductora del reality internacional Gran hermano (versión local de la emblemática franquicia Big Brother), junto a Julio César Rodríguez).

## Controversias

### Conflicto Danone
En 2011, Diana Bolocco fue contratada por la empresa multinacional Danone para asumir la vocería y protagonizar diversas campañas publicitarias de su yogur Activia. El 9 de julio de 2013, el programa periodístico Contacto, emitido por Canal 13 (el mismo donde trabajaba Bolocco), realizó un reportaje llamado «Alimentos saludables: ¿gato por liebre?» que cuestionaba los atributos que dicho yogur aseguraba tener en su publicidad. Según Contacto, esta no era la primera vez que Danone era denunciada por no poder probar científicamente que Activia servía para regularizar el tránsito intestinal de los consumidores; Danone ha sido denunciada en la Unión Europea, donde decidió quitar de su publicidad los supuestos beneficios que brindaba al organismo, y en los Estados Unidos, donde fue denunciada por publicidad engañosa y debió pagar una multa de 21 000 000 de dólares al ser incapaz de comprobar que Activia ayudaba a la motilidad gastrointestinal.
Días después del reportaje, Bolocco regresó a Chile de sus vacaciones sin emitir comentarios sobre la controversia. Sin embargo, el 2 de agosto, Danone difundió un comercial a través de Internet en el que Bolocco era enfática en señalar que Activia no mentía. Horas más tarde, Bolocco emitió un comunicado de prensa en El Mercurio donde manifestó no tener intenciones de ofender al equipo de Contacto al grabar ese comercial.
No obstante, días después, cuando el vídeo ya era exhibido en la televisión abierta, el periodista a cargo del reportaje, Juan Francisco Riumalló, usó su cuenta en Twitter para criticar a Bolocco por defender a Danone a cambio de dinero (aunque horas después le ofreció disculpas). El 6 de agosto, Bolocco emitió otro comunicado en Twitter en el que aseguró no haber tomado partido por ningún bando y que el conflicto escapaba a su voluntad. El jueves 8 de agosto, durante su programa Vértigo, Bolocco reiteró sus disculpas a sus compañeros de Canal 13 y soportó las bromas que el personaje humorístico "Yerko Puchento" hizo sobre la polémica que ella protagonizó. Danone, en tanto, decidió iniciar acciones legales contra Canal 13 por considerar que Contacto hizo acusaciones infundadas sobre su producto Activia.

## Filmografía

### Programas de televisión
| Año           | Programa                                  | Rol          | Canal       |
| ------------- | ----------------------------------------- | ------------ | ----------- |
| 2005          | La noche de Cecilia                       | Notera       | Mega        |
| 2006-2007     | Locos por el baile                        | Presentadora | Canal 13    |
| 2007-2011     | Alfombra roja                             | Presentadora | Canal 13    |
| 2008-2009     | Nadie está libre                          | Presentadora | Canal 13    |
| 2009          | Chile, país de talentos                   | Presentadora | Canal 13    |
| 2009-2010     | Cásate conmigo                            | Presentadora | Canal 13    |
| 2010          | Valientes                                 | Presentadora | Canal 13    |
| 2011-2012     | Quién quiere ser millonario: alta tensión | Presentadora | Canal 13    |
| 2011          | 40 ó 20                                   | Presentadora | Canal 13    |
| 2012-2018     | Vértigo                                   | Presentadora | Canal 13    |
| 2013          | Ruleta rusa                               | Presentadora | Canal 13    |
| 2014          | La movida del Mundial                     | Presentadora | Canal 13    |
| 2014-2017     | MasterChef Chile                          | Presentadora | Canal 13    |
| 2015          | Atrapa los millones                       | Presentadora | Canal 13    |
| 2016-2017     | La movida                                 | Presentadora | Canal 13    |
| 2016          | Junior MasterChef Chile                   | Presentadora | Canal 13    |
| 2017-2018     | Diana                                     | Presentadora | Canal 13    |
| 2018          | Festival de Dichato                       | Presentadora | Canal 13    |
| 2018-2019     | La rueda de la suerte                     | Presentadora | Canal 13    |
| 2019          | Resistiré                                 | Presentadora | Mega        |
| 2019-2022     | Mucho gusto                               | Presentadora | Mega        |
| 2019-2020     | ¿Quién quiere ser millonario?             | Presentadora | Mega        |
| 2022          | El retador                                | Presentadora | Mega        |
| 2023          | The Voice Chile                           | Presentadora | Chilevisión |
| 2023          | Gran Hermano                              | Presentadora | Chilevisión |
| 2024          | Got Talent Chile                          | Jurado       | Chilevisión |
| 2024          | Gran Hermano 2                            | Presentadora | Chilevisión |
| 2024-presente | PH: Podemos Hablar                        | Presentadora | Chilevisión |

### Telenovelas
| Año  | Programa    | Papel      | Canal |
| ---- | ----------- | ---------- | ----- |
| 2021 | Pobre novio | Ella misma | Mega  |

### Comerciales de televisión
- Ripley - Comercial de multitienda (2011-presente), junto a Martin Cárcamo (2013-presente)
- Ensure - Comercial de suplemento alimenticio junto a su marido Cristián Sánchez (2020-presente)

## Premios y nominaciones
| Año       | Premio           | Categoría                      | Resultado |
| --------- | ---------------- | ------------------------------ | --------- |
| 2012      | Premios TV Grama | Mejor animadora en Vértigo     | Ganadora  |
| 2019/2020 | Copihue de Oro   | Mejor animadora en Mucho Gusto | Ganadora  |